# Ella Mai
Ella Mai Howell (Londra, 3 novembre 1994) è una cantautrice britannica.
Ha raggiunto il successo internazionale grazie al singolo Boo'd Up, vincitore del Grammy Award alla miglior canzone R&B nel 2019, che ha anticipato l'uscita dell'album in studio di debutto Ella Mai (2018). Dall'inizio della carriera ha inoltre pubblicato l'album Heart on My Sleeve (2022), quattro EP e numerosi singoli che hanno raggiunto le prime posizioni delle classifiche R&B statunitensi e britanniche, vendendo in totale oltre 20 milioni di copie e avendo collaborato con Usher, John Legend, Ty Dolla Sign, Chris Brown, Ed Sheeran e H.E.R.. Oltre al Grammy sopracitato, si è aggiudicata anche un BET Award, tre Billboard Music Award e due Soul Train Music Award, ed è stata candidata ai BRIT Awards.

## Biografia

### Infanzia ed esordi
Ella Mai Howell è nata a Londra, capitale del Regno Unito, il 3 novembre 1994 da padre irlandese e madre giamaicana. Si è trasferita a New York all'età di dodici anni, dove ha completato gli studi, per poi tornare nella sua città d'origine. Nel 2014 intraprende gli studi presso il British and Irish Modern Music Institute di Londra e prende parte alle audizioni dell'undicesima edizione del talent show britannico The X Factor come membro del trio Arize. Il complesso non è passato oltre le selezioni iniziali e si è sciolto poco dopo. L'anno successivo la cantante ha pubblicato su SoundCloud un EP di quattro canzoni, Trouble. È stata scoperta via Instagram dal produttore Mustard, che le ha offerto un contratto con la sua etichetta discografica, la 10 Summers Records, a sua volta sussidiaria della Interscope Records.

### Ready,Ella Maie il successo (2016-2019)
Tra il 2016 e il 2017 Ella Mai ha pubblicato una trilogia di EP: Time, Change e Ready. L'ultimo progetto discografico riscuote successo nelle classifiche statunitensi, esordendo alla posizione 29 della Billboard 200 e 15 della US R&B/Hip-Hop Albums. Nello stesso periodo è stata inoltre l'artista di apertura per le date europee e nordamericane del SweetSexySavage World Tour di Kehlani, e ha collaborato con Chris Brown nel brano This X-Mas.
Nella primavera del 2018 una traccia contenuta nell'EP Ready, Boo'd Up, ha iniziato a ottenere inaspettato successo negli Stati Uniti, portando l'etichetta a mandare il singolo in rotazione radiofonica. Un remix ufficiale del brano è stato pubblicato il 4 luglio 2018 e ha visto la collaborazione dei rapper Nicki Minaj e Quavo. Boo'd Up ha raggiunto la quinta posizione della classifica statunitense ed è stata certificata settuplo disco di platino per le 7 000 000 di unità vendute. Il singolo successivo, Trip, è stato pubblicato ad agosto 2018 sulla scia del successo di Boo'd Up, ha raggiunto l'11º posto in classifica negli Stati Uniti ed è certificato quintuplo disco di platino.
In seguito a questi successi, Ella Mai ha annunciato l'album di debutto eponimo, distribuito a livello globale il 12 ottobre 2018. Il disco, che include collaborazioni con artisti come John Legend, Chris Brown ed H.E.R., ha debuttato al quinto posto nella classifica statunitense ed è stato certificato doppio platino, con oltre due milioni di unità di vendita totalizzate. Ha fruttato alla cantante due candidature agli American Music Awards 2019 e tre ai Soul Train Music Awards, oltre alla vittoria di tre Billboard Music Awards nel 2019. Boo'd Up è stato premiato con il Grammy Award alla miglior canzone R&B alla 61ª edizione della cerimonia dei premi musicali, oltre ad essere nominato anche come canzone dell'anno.
Nel corso del 2019 Ella Mai ha collaborato con il rapper Meek Mill al singolo 24/7, con la cantante Mahalia nel brano What You Did e con Usher nel singolo di quest'ultimo Don't Waste My Time. Nel 2020 Ella ha ottenuto una candidatura ai Grammy anche per l'album di debutto, nella categoria miglior album R&B.

### Heart on My Sleeve(2020-presente)
Nell'ottobre 2020 la cantante ha pubblicato il primo singolo solista a distanza di quasi due anni dall'ultima volta. Il brano in questione, Not Another Love Song, è stato accompagnato dal relativo videoclip musicale.
Il 28 gennaio 2022 è stato messo in commercio il brano DFMU, per cui Ella Mai si è affidata nuovamente alla produzione di Mustard, come secondo estratto dal secondo album in studio Heart on My Sleeve. Il 31 marzo successivo è stato pubblicato il singolo promozionale Leave You Alone insieme al pre-ordine dell'album, la cui pubblicazione ufficiale è avvenuta il 6 maggio 2022. Il mese successivo, viene confermato che la cantante avrebbe fatto da artista d'apertura durante il Good Morning Goegeous Tour di Mary J. Blige. Il 2 febbraio 2023 viene messa in commercio l'edizione deluxe di Heart on My Sleeve, comprensiva di tre tracce inedite, e vengono annunciate le date nordamericane della tourneè The Heart on My Sleeve Tour.
Il 3 novembre 2024, in occasione del compimento del suo trentesimo compleanno, Ella Mai pubblica a sorpresa l'EP 3, composto appunto da tre tracce inedite.

## Stile musicale e influenze
Ella Mai ha citato Mariah Carey, Chris Brown, Lauryn Hill, le Destiny's Child e Alicia Keys in qualità di artisti che l'hanno influenzata maggiormente.

## Vita privata
Dal 2020 è sentimentalmente legata al cestista statunitense Jayson Tatum, con cui ha dato alla luce il suo primogenito.

## Discografia

### Album in studio
- 2018 – Ella Mai
- 2022 – Heart on My Sleeve

### EP
- 2016 – Time
- 2016 – Change
- 2017 – Ready
- 2024 – 3

### Singoli
- 2016 – She Don't (con Ty Dolla Sign)
- 2016 – 10,000 Hours
- 2017 – Lay Up
- 2017 – Naked
- 2018 – Boo'd Up
- 2018 – Trip
- 2019 – Shot Clock
- 2020 – Not Another Love Song
- 2022 – DFMU
- 2022 – How (feat. Roddy Ricch)
- 2022 – Keeps On Fallin' (con Babyface)
- 2023 – This Is

#### Come artista ospite
- 2019 – 24/7 (Meek Mill feat. Ella Mai)
- 2019 – What You Did (Mahalia feat. Ella Mai)
- 2019 – Don't Waste My Time (Usher feat. Ella Mai)
- 2023 – Jealous  (Kiana Ledé feat. Ella Mai)
- 2024 – One Bad Decision (Mustard feat. Roddy Ricch e Ella Mai)

## Tournée
- 2019/20 – The Debut Tour
- 2023 – The Heart on My Sleeve Tour

### Artista d'apertura
- 2017 – SweetSexySavage World Tour di Kehlani
- 2019 – Sweetener World Tour di Ariana Grande
- 2022 – Good Morning Goegeous Tour di Mary J. Blige